# Значення (мовознавство)
Фразеологі́чне зна́чення — притаманне фразеологічній одиниці категоріальне значення, своєрідність якого полягає у його цілісності та переосмисленості і випливає із специфіки, компонентності складу та способу утворення фразеологізму. Цілісне фразеологічне значення порівняно з лексичним набагато складніше завдяки його конотативному аспекту. Якщо домінантою лексичного значення виступає денотативний сигніфікативний елемент, то в семантичній структурі фразеологічного значення першочергову роль відіграє конотативний, або експресивно-емоційний.

## Проблема фразеологічного значення
Проблема значення в лексикології настільки багатоаспектна й складна, що У. Вайнрах назвав один із параграфів про нього «Стан нашого невігластва». Не менш складна й проблема фразеологічного значення — чи не найзаплутаніша у фразеологічній семантиці. Звертають увагу звичайно на своєрідність фразеологічної семантики порівняно із семантикою слова, на її синкретичність. Значення ж модизмів, — так X. Касарес називає фразеологізми, — найчастіше не може бути вияснене з точністю. Їх варто приймати такими, як вони є, не намагаючись пояснити їх внутрішню суть" Аналіз фразеологічного значення передбачає виділення ступенів абстракції.

Складність фразеологічної семантики полягає в перевазі експресивного компонента над предметно-логічним змістом, що зумовлює постійну динаміку й фразеологічного складу в загальному фонді вторинних мовних одиниць, і компонентного складу в структурі фразеологічних одиниць, визначаючи їх загальну функцію в мові. 

Експресивно-емоційний аспект фразеологічної одиниці зумовлений їх образним змістом, етимологічним асоціатом, що пробуджує активну діяльність уяви, спонукає до мислення. Де «немає образів, там немає стимулу до мислення. І в найабстрактніших формах мислення ми вдаємося й до чуттєвих образів» (Л. Фейєрбах). Своєрідність семантики фразеологічних одиниць полягає у її вибірковості, у тотальній спрямованості на характеристику людини чи на її оцінку довкілля, на негативні поля. За «Словником асоціативних означень іменників в українській мові» стимул «людина» має 694 реакції (з можливих 1000–1400).

Серед фразеологізмів — тисячі, власне, майже весь реєстр словника: від горшка два вершка, чугуївська верства, як викапаний, з вареної крашанки курча висидить, капустяна голова, босий і голий, голий, босий і простоволосий, солом'яна вдова, ні рак ні жаба, молоко на губах не обсохло, базарна баба, не в тім'я битий, бідний на розум, як бобер у салі, боліти душею, самому чорту не брат, братися в ноги, бути на побігеньках, важкий на руку, валитися від вітру, ведмідь на вухо наступив.

## Проблемні питання
Крім того, фразеологічне значення пов'язане з комплексом питань, які вважаються першорядними:

1. семний аналіз і транспозиція сем у складових фразеологічних одиницях у процесі метафоризації;
2. порівняння лексичного і фразеологічного значень;
3. характер внутрішньої форми;
4. участь компонентів у формуванні цілісного значення фразеологічної одиниці;
5. конотація фразеологічних одиниць;
6. особливості фразеологічної ідеографії. Від цього залежать розуміння обсягу фразеології, ознак фразеологізму, системних зв'язків у фразеології й можливості моделювання, характер контекстуальних трансформацій — смислових і формальних та ін.[3]

## Семи
У словах вільного вжитку виділяються окремі значення — семеми, які у свою чергу складаються з найдрібніших часточок значення — сем. Серед них вирізняють: архісеми — спільні семи родового значення, диференційні семи видового значення й латентні (потенційні) семи, які представляють побічні ознаки денотата. Архісеми й диференційні семи, як правило, включені в дефініцію слова, латентні — вербально не виражені, імпліцитні, Так, слово гора має 4 семеми:
- а) значне підвищення;
- б) багато чогось;
- в) у вигляді гори (у знач, прислівника)
- г) діал. горище. Найуживаніші фразеологічні одиниці пов'язані з першим значенням, яке тлумачний словник формулює таким чином: гора — «значне підвищення над навколишньою місцевістю або серед інших підвищень». У названій семемі можна виділити архісему — «значне підвищення» і диференційні семи — «навколишня місцевість» (власне, рівнина) та «інші підвищення». Архісема «значне підвищення» лежить в основі фразеологічної одиниці гору брати «вибиратися на гору»; диференційні семи взагалі не утворюють фразеологічних одиниць. В інших фразеологічних одиницях — гори зрушити (перевернути), надіятися як на кам'яну гору, неначе гора з пліч впала, не за горами—домінантну роль відіграють латентні семи. Сема «міцність» провідна в семантичній структурі фразеологічних одиниць гори зрушити, надіятися як на кам'яну гору, вона відіграла головну фразеотворчу роль при формуванні названих фразеологічних одиниць. Латентна сема «вага» започаткувала фразеологізм гора з пліч впала; сема «віддаль» формує значення фразеологічної одиниці не за горами, тобто «недалеко», яка поступово розвинула й часове значення — скоро.